# Азањска алија
Азањска алија је шума која се налази у близини Смедеревске Паланке.

## О шуми
Назив је добила по месту Азања, где се налази и од турске речи Алија, сто значи пуста земља.
Површина шуме: дужина 15 а ширина 10 минута хода. Припада селима:Азања, Добри До, Влашки До.
Надморска висина је 227 м.
5. јула 1941. године у Азањску алију стигла је група њуди, у којој су били: Милан Кршљанин, браћа Димитрије и Миодраг Марјановић, Драгован Ђукић, Салах Мехикић, Ђура Торбица и Јова Торбица. Преко Чубуресу дошли у Азањску алијукоја је одређена за зборно место партизана.
Истог дана у алијује стигло јос 12 људи из Паланке и цетворица из Кусадка. Паланчани су донели 11 пушака, 7 револвера, нешто бомби и муниције. Јединица је закључно са 5. јулом имала 27 бораца. Петог јула за одлазак у партизане било је спремно и 9 Церовчана.
6. јула 1941. године у суми Азањској алији окупили су се у потпуности чланови Паланачке четзе, која је била једна од три најјаче цете Другог Шумадијског партизанског одреда формираног у Смедеревској Паланци 3. јуна 1941. године.
У шуми се могу наћи разни трагови као доказ да је у њој била војска. По подацима из архиве у шуми се налази 4 велика подземна бункера, израђена од бетонских стубова, димензија 4 m х 2 m х 1,5 m, на подручју ове шуме налази се још мноштво ровова и рупа у којима се крила војска, оружје и муниција.
Не зна се тачан број војника али по папирима из архиве се води да се у шуми налазило око 2000 војника, пуковника, команданата и генерала.